# Johannes Corputius
Johannes Corputius, właśc. Johan van de Corput lub Cornput, albo Johannes de Corput (ur. kwiecień 1542 w Breda, zm. 17 września 1611 w Groningen) – niderlandzki inżynier, dowódca wojskowy i kartograf. Był on autorem planu Corputiusa, kolorowego i szczegółowego planu miasta Duisburg, które za tamtych czasów należało do Księstwa Kleve.

## Życiorys

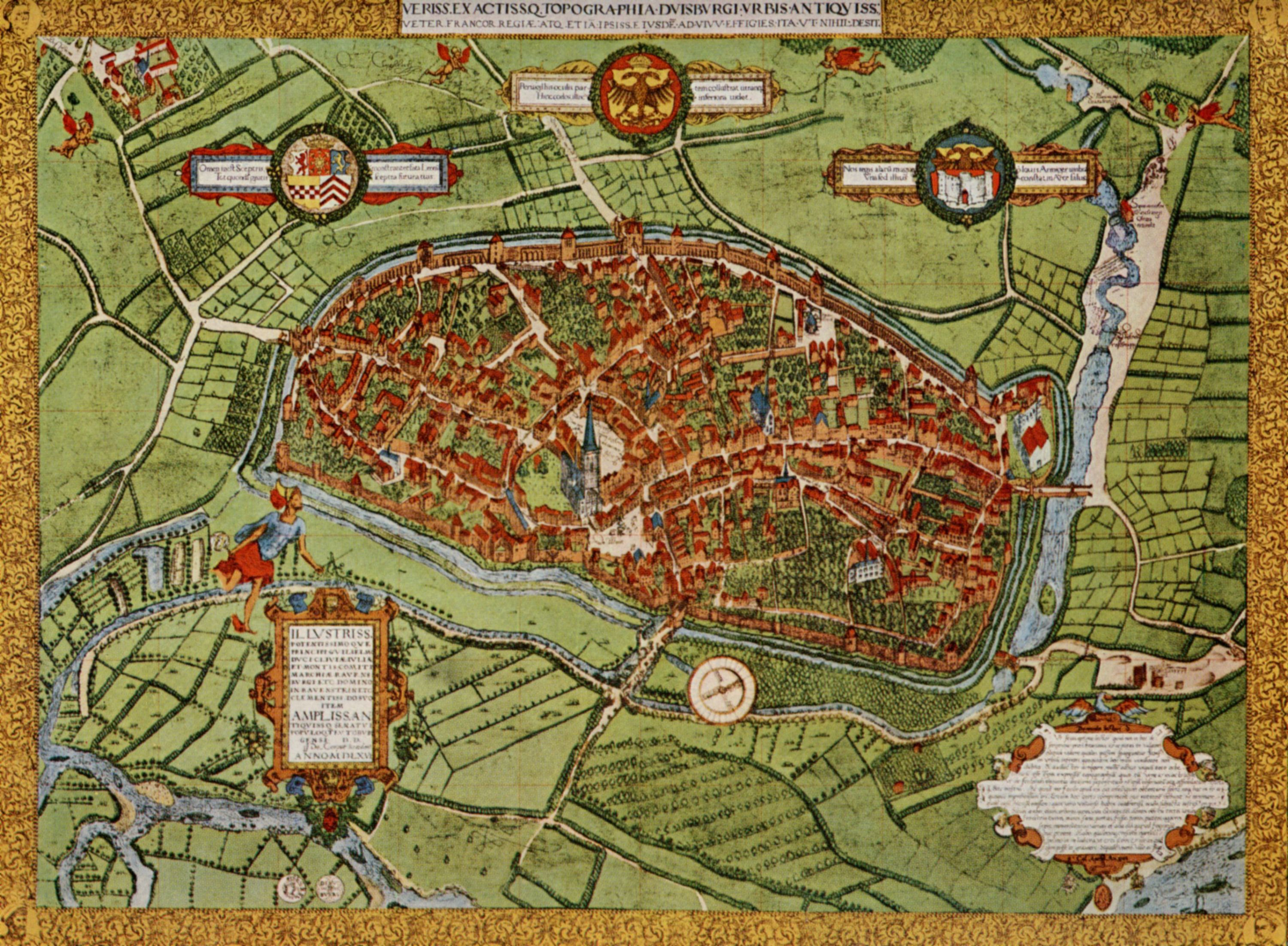
Plan Corputiusa, przedstawiający miasto Duisburg z lotu ptaka

Johannes Corputius urodził się w kwietniu 1542 roku w południowo-zachodniej Holandii, w miejscowości Breda. Jego matka nazywała się Antonia Montens, a ojciec Johan van den Cornput. Ojciec z zawodu był notariuszem i sekretarzem miasta Breda. Już wtedy rodzina Corputius była wpływowa w Holandii. Johan van den Cornput zajął później stanowisko burmistrza miasta Breda. Również następne generacje rodziny Corputius odgrywały ważną rolę w historii Holandii. Na przykład Johan i Cornelis de Witt byli pośrednio spokrewnieni z Corputiusem poprzez ich matkę Annę van den Corput (siostrzenicę Corputiusa).

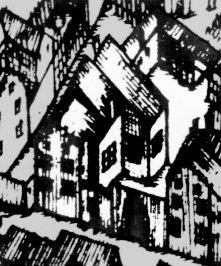
Dom Gerarda Merkatora, w którym żył Johannes od 1562 do 1566 roku

Johannes studiował w 1558 roku w belgijskim mieście Leuven i rzekomo w Kolonii, jak sam stwierdza. W 1562 roku przyjechał do Duisburga, gdzie studiował matematykę (budowa urządzeń, geodezja, grawerowanie) u Gerarda Merkatora i mieszkał w jego domu. Corputius uczęszczał w Duisburgu również do akademickiego gimnazjum, gdzie uczęszczał na lekcje historii u Johannesa Molanusa. Po ukończeniu szkoły w tym samym roku Corputius przebywał w domu Mercatora przez kilka lat.
Szczególnie szczegółowy plan Duisburga (Plan Corputiusa) sporządzony w tym czasie przez Corputiusa opierał się na dokładnych pomiarach na terenie miasta Duisburg. Corputius powiedział, że w liście z lat 1562 i 1563 przeprowadził niezbędne pomiary i wykonał rysunek. Dokonał pomiarów w trzech różnych punktach, korzystając z Quadratum geometricum, które sam wykonał. Najważniejsze namiary Johannes wziął z Van den grooten tooren te Duysburg, czyli z wieży Kościoła Zbawiciela. Jako dalsze punkty pomiarowe wykorzystał jedną z wież kościoła Mariackiego oraz wieżę fortyfikacji miejskich pomiędzy Kuhtor i Stapeltor.
Corputius najwyraźniej ukończył skomplikowane ryciny do ryciny planu do 1565 roku. Jego plan miasta ukazał się jednak dopiero 25 marca 1566 roku, co upatruje się w możliwym związku z nadchodzącym w tym miesiącu nadaniem przez cesarza Maksymiliana II przywileju założenia uniwersytetu w Duisburgu przy Reichstagu w Augsburgu. W górnym prawym rogu planu miasta znajduje się autoportret autora.
Plan Corputiusa daje wyraźne wrażenie projektu architektonicznego miasta nowożytnego. Z akt wynika, że pomiary były nawet znacznie dokładniejsze niż w późniejszym planie. W 1740 roku w Dordrechcie nadal wystawiono na sprzedaż cztery oryginalne tablice z planem. Dawno zaginiony kolorowy oryginał planu Corputiusa odnaleziono ponownie w 1894 roku w bibliotece miejskiej Wrocławia. Na szczęście trzy lata później wykonano kopię dla Duisburga, gdyż pierwotny plan dla Wrocławia zaginął podczas II wojny światowej. Jedyny zachowany oryginalny druk czarno-biały znajduje się w Muzeum Kultury i Historii Miasta w Duisburgu.
W 1566 roku Korputius opuścił miasto Duisburg. Uważa się, że początkowo przeniósł się do rodzinnego miasta Breda. 13 sierpnia 1567 roku nakazał władzom miasta wydanie mu zaświadczenia potwierdzającego pochodzenie z zacnego rodu. Corputius najwyraźniej chciał kontynuować studia w Grecji i Włoszech. Nie ma jednak pewności, czy faktycznie odwiedził te kraje. Jednak Jan Postema dostrzega przynajmniej wyraźne wpływy włoskie w późniejszych dziełach Corputiusa.
Od grudnia 1568 roku Johannes Corputius przebywał w Strasburgu w domu Johannesa Sturma, aby studiować. Listy od rodziny do Strasburga i od Hugo Blotiusa z miasta świadczą o obecności Corputiusa w domu Sturma. Epistolarny opis Blocjusza wychwala jego talent jako rysownika i rytownika. Wcielił się między innymi w rektora Akademii w Strasburgu, Johannesa Sturma. Blotius pochwalił także umiejętności językowe Corputiusa w zakresie łaciny, greki, francuskiego i niemieckiego.
W 1574 Korputiusz wrócił do Duisburga. Jego nazwisko widnieje na liście podatkowej z dnia 25 marca. Następująca długość pobytu w mieście nie jest dokładnie udokumentowana. Od końca sierpnia do końca września tego samego roku Corputius został po raz pierwszy odnotowany jako holenderska siła zbrojna.
Corputius brał udział w holenderskiej wojnie o niepodległość jako kapitan artylerii od około 1578 roku. Początkowo powierzono mu rozbudowę fortyfikacji Aalst. Odegrał ważną rolę u boku hrabiego Rennenberg, Georga von Lalainga, podczas oblężenia Deventer w tym roku. Rennenberg odnotował na piśmie rangę i funkcję Corputiusa. Nazywał go swoim kapitanem i fortyfikatorem, czyli budowniczym twierdzy. Miasto zostało zdobyte, między innymi dzięki służbom inżynieryjnym Corputiusa. Według projektów Corputiusa wokół miasta zbudowano nowe umocnienia, co uniemożliwiło zaopatrzenie miasta z zewnątrz. Proponował budowę okopów, odprowadzających wodę z fosy miejskiej i ostatecznie podważających jej fortyfikacje.
Później został gubernatorem w Coevorden. Jego zadaniem była rozbudowa tamtejszych fortyfikacji. Opracowany przez niego plan został zatwierdzony przez Stany Generalne. Początkowo jednak można było położyć jedynie fundamenty pod pięć bastionów zaplanowanych przez Corputiusa. Ukończono jedynie dwa bastiony. Dopiero później ukończono fortyfikacje w Coevorden pod hiszpańskim przywództwem na podstawie prac przygotowawczych przeprowadzonych przez Corputiusa.
Około 1580 roku Johannes Corputius kilkakrotnie wyróżnił się jako żołnierz. W bitwie o miasto Steenwijk stał na czele oblężonych. Chwalono jego ducha walki: uważano go za „człowieka, który przewyższał tysiące”. Broniąc Steenwijk, Corputius zmierzył się z hrabią von Rennenbergiem, który w międzyczasie uciekł do obozu hiszpańskiego. Steenwijk było przetrzymywane pod przywództwem Corputiusa, a wojska hiszpańskie zrezygnowały z oblężenia w 1581 roku.
Corputius opisał na rycinie wojnę wokół Steenwijk. Jako autor Reinico Fresinga z lokalnym dodatkiem van Frennicker napisał w 1584 roku raport o wydarzeniach wojennych w prowincjach Fryzja, Overijssel, Ommelanden, Drenthe, Groningen i Lingen. Jan Postema potrafił przypisać temu pseudonimowi imię Corputius. Już na przełomie XVI i XVII w. podejrzewał to historyk Emanuel van Meteren, który po raz drugi ożenił się z Hester van den Cornput, córką brata Johannesa Corputiusa, Nicolaasa. Van Meteren doszedł do tego wniosku, ponieważ ponad jedna trzecia dzieła poświęcona jest wyłącznie oblężeniu Steenwijk i wychwala wielkość dowódcy Johana van den Cornputa.
W 1585 roku Korputius odwiedził swoich krewnych w Heidelbergu. Wielu członków rodziny tymczasowo opuściło Holandię jako kalwiniści. W następnym roku Corputius został kapitanem kompanii lokajów hrabiego Adolfa von Neuenahr, który od poprzedniego roku był gubernatorem Overijssel. W 1587 roku Corputius został mianowany superintendentem i dowódcą budowy Hasselt. Zachował to stanowisko aż do roku 1590.
Corputius wstąpił na służbę Wilhelma Ludwiga von Nassau, ówczesnego gubernatora Fryzji, a później także Groningen i Drenthe. Postema widzi wpływ Corputiusa na reformę armii holenderskiej poprzez jego rolę doradczą dla Wilhelma Ludwiga. Jak już zauważył Hans Delbrück, Corputius pomógłby w przygotowaniu kolejnych podbojów pod rządami Maurycego Orańskiego.
Kiedy wojska Maurycego Orańskiego oblegały i zdobywały Steenwijk w 1592 r., które padło w ręce Hiszpanów w 1582 r., Corputius ponownie odegrał decydującą rolę w realizacji technicznej. Według projektów Corputiusa, fortyfikacje Delfzijl zostały rozbudowane w latach 90. XVI w., już po jego zdobyciu. Twierdza u ujścia rzeki Ems otrzymała w sumie siedem bastionów. Konstrukcja umocnień przetrwała do połowy XIX wieku.
W 1599 r. Corputius był jednym z dwóch dowódców 600-osobowego oddziału Stanów Generalnych w Emden. W konflikcie między obywatelami Emden a hrabią Fryzji Wschodniej (rewolucja Emden) Korputius stanął po stronie obywateli. W 1603 r., po ugodzie haskiej, hrabia odrzucił go jako dowódcę w Emden.

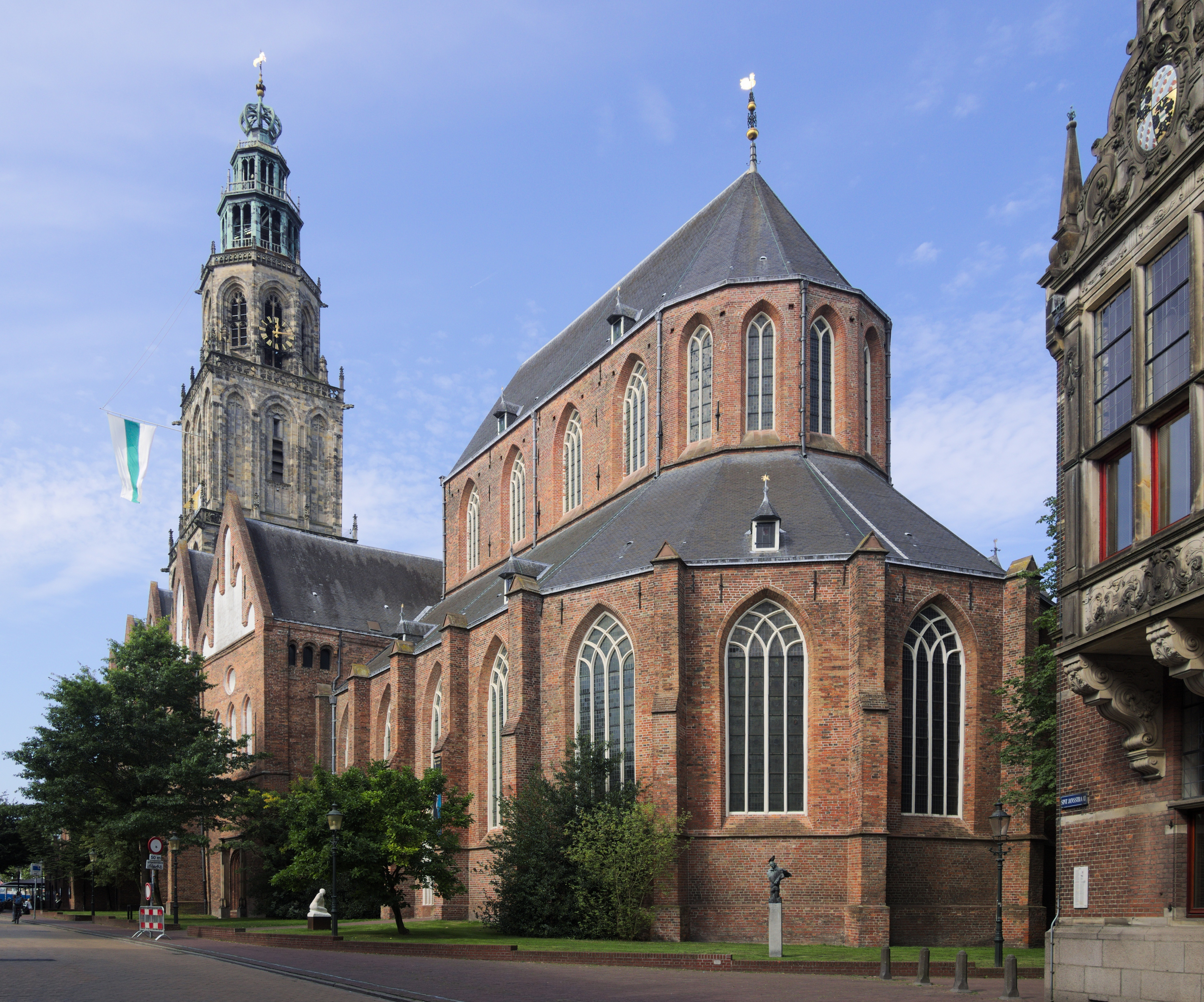
Kościół, w którym został Johannes Corputius pochowany

4 lutego 1600 roku Corputius został mianowany przez Wilhelma Ludwiga superintendentem Coevorden. Już w latach 1602/03 mieszkał w Groningen. Z jego własnych oświadczeń zawartych w listach wynika, że w ciągu tych lat jego stan zdrowia już się pogorszył. W 1605 roku został ponownie awansowany na komendanta fortu państwowego w Groningen. Zachował stopień wojskowy nawet po otwarciu fortu dla mieszkańców Groningen w 1607 r., a także po zakończeniu rozejmu w 1609 r. Johannes Corputius zmarł w 1611 r. w wieku 69 lat jako kapitan Groningen. Został pochowany w tamtejszym kościele Martinikirche. Jego nagrobek ma numer 39.

## Twórczość

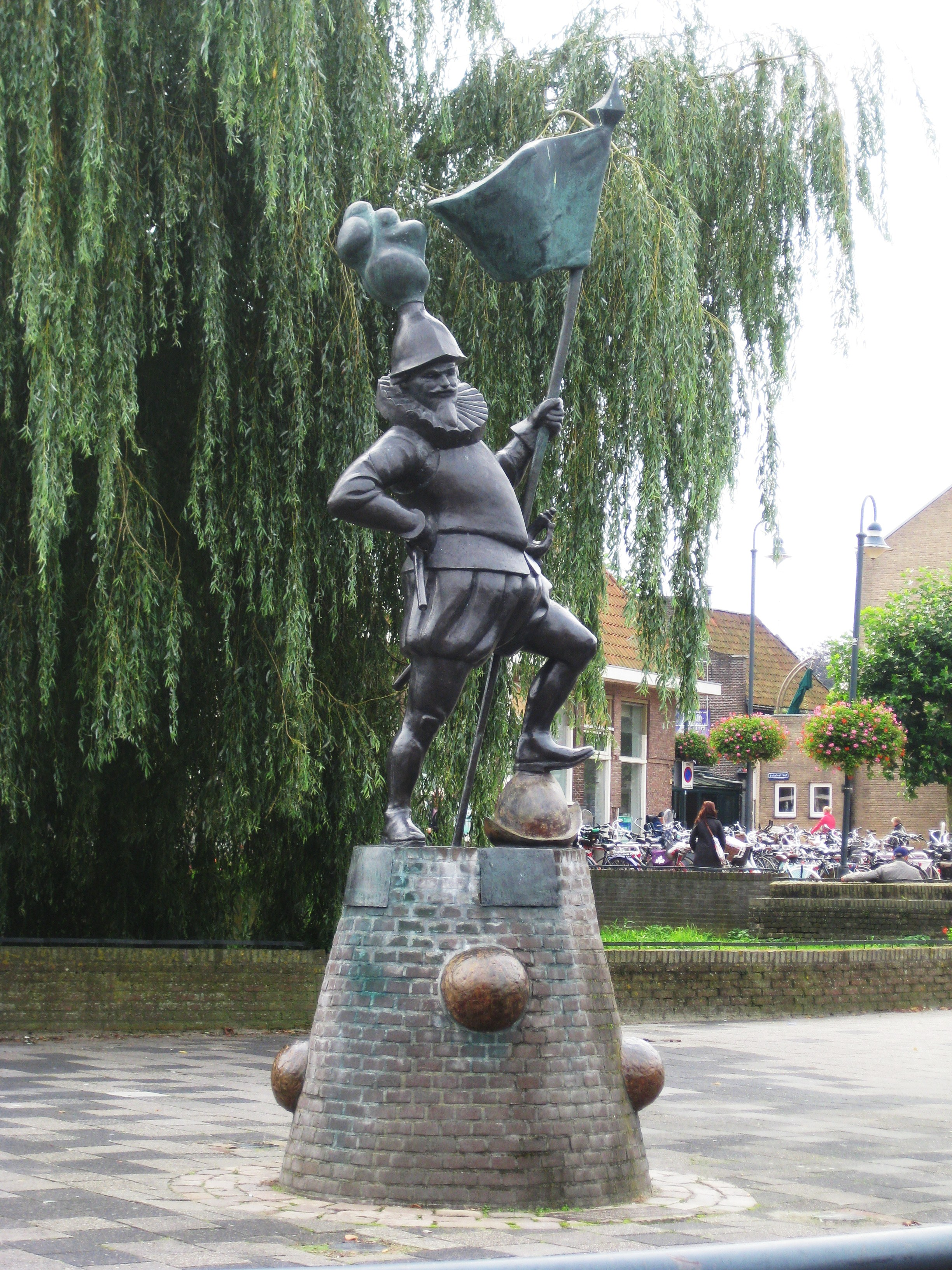
Pomnik upamiętniający Johannesa Corputiusa autorstwa Hansa Kuypera w Oosterpoort w Steenwijk

### Mapa
- J. De Corput Brædanus: Verissima exactissimaque topographia Duisburgi urbis antiquissimae veteris Francorum regiae atque etiam ipsissimae eiusdem ad vivum effigies, ita ut nihil desit, 1566; Muzeum Kultury i Historii Miasta w Duisburgu

### Moderne wydanie Planu Corputiusa
- Duisburg im Jahre 1566 (Veriss. ex actiss. q. topographia Duisburgi urbis antiquiss. veter. Francor. regiae atq. etiam ipsiss. eiusdem ad vivu effigiesi ita ut nihil desit), plan miasta, Verlag für Wirtschaft und Kultur Renckhoff, Duisburg 1964
- Stadtpl. d. Johannes Corputius von 1566, Format 87 × 87,5 cm: Veriss. exactiss. q. topographia Duisburgi urbis antiquiss.. W: Stadtarchäologie in Duisburg: 1980–1990. T. 38. Duisburg: Braun, 1992, seria: Duisburger Forschungen. ISBN 3-87096-049-3. Brak numerów stron w książce

### Książki
- 1584 – Memorien vanden gedenckwerdigen dingen, dier in den Nederlandischen Provincien van Frieslant, Overijssel, Omlanden, Drenthe, Greuningen, ende Lingen, met heuren bijliggenden frontieren, geschiet sijn (jako Reinico Fresinga)